# Sistema de usos y costumbres
El sistema de usos y costumbres es una forma coloquial a un sistema de autogobierno en México practicado por diversos municipios de población indígena para normar la vida de la comunidad. 

## Legislación
Esto está sustentado en el artículo 2.º de la Constitución Política de los Estados Unidos Mexicanos:

El derecho de los pueblos indígenas a la libre determinación se ejercerá en un marco constitucional de autonomía que asegure la unidad nacional. El reconocimiento de los pueblos y comunidades indígenas se hará en las constituciones y leyes de las entidades federativas, las que deberán tomar en cuenta, además de los principios generales establecidos en los párrafos anteriores de este artículo, criterios etnolingüísticos y de asentamiento físico".

## Municipios que usan el sistema
Según el Instituto Nacional de Estadística y Geografía (INEGI), en 2018 se eligieron autoridades mediante sistemas normativos indígenas en cuatrocientos veintiún municipios, que construyen el 17.2 % del total de municipios.
En la actualidad se encuentran en los siguientes estados:
| Estado         | Municipios con usos y costumbres | Total de municipios | Porcentaje |
| -------------- | -------------------------------- | ------------------- | ---------- |
| Chiapas        | 1                                | 124                 | 0.8 %      |
| Guerrero       | 2                                | 85                  | 2.35 %     |
| Michoacán      | 1                                | 113                 | 0.88 %     |
| Morelos        | 3                                | 36                  | 8.33 %     |
| Oaxaca         | 418                              | 570                 | 73.33 %    |
| Total nacional | 425                              | 2477                | 17.16 %    |